# 傅伏
傅 伏（ふ ふく、生没年不詳）は、北斉の軍人。本貫は太安郡。

## 経歴
儀同・北蔚州刺史の傅元興の子として生まれた。若くして征戦に従い、戦功により開府・永橋領民大都督に累進し、永昌郡開国公に封じられた。北周の武帝が河陰を攻撃すると、傅伏は自ら夜に橋を渡り、中潬城に入って守備した。南城が陥落すると、中潬城は20日にわたって包囲を受けたが傅伏は降らなかった。北斉の援軍がやってくると、北周軍は撤退した。傅伏は精鋭の騎兵2000で追撃したいと要請したが、行台の乞伏貴和に許可されなかった。
575年（武平6年）、東雍州刺史に任じられた。北周の兵の侵攻を受けたため、傅伏は出戦して迎撃した。576年（武平7年）、北周が晋州を攻め、行台の尉相貴を捕らえると、傅伏に帰順を促してきたが、傅伏は従わなかった。北斉の後主が晋州を救援するため親征すると、傅伏は行台右僕射とされた。北周軍が来攻すると、傅伏はこれを撃退した。北周が并州を攻め落とすと、韋孝寛と傅伏の子の傅世寛を傅伏のもとに派遣して上大将軍の号と武郷郡開国公の封を与えるといって招いたが、傅伏は受けなかった。
577年（建徳6年）、北周の武帝が鄴から晋州に凱旋すると、高阿那肱ら100人あまりを臨汾に派遣して傅伏を召し出そうとした。傅伏は軍を出して隔水で高阿那肱と会見すると、後主の所在を訊ねた。後主がすでに捕らえられて関中に入ったことを知らされると、傅伏は天を仰いで大哭し、兵を率いて入城し、庁事の前に北面して哀号すること長く、その後に降った。北周の武帝の謁見を受けて気に入られ、近侍して宿衛をつとめるよう命じられた。上儀同の位を受けた。後に岷州刺史とされ、ほどなく死去した。

## 伝記資料
- 『北斉書』巻41 列伝第33
- 『北史』巻53 列伝第41